# 유덕초등학교 (충북)
유덕초등학교는 대한민국 충청북도 제천시 덕산면 월악로 2235 (신현리)에 있었던 공립 초등학교다.

## 연혁
- 1960년 9월 1일 덕산국민학교 유덕분교장 설립인가
- 1963년 3월 2일 유덕국민학교 개교
- 1984년 3월 2일 병설유치원 개원
- 1989년 3월 1일 학교 통학버스 구입 운행 (덕곡리)
- 1995년 3월 1일 복평분교장 통폐합
- 1996년 3월 1일 유덕초등학교로 개칭
- 1999년 3월 1일 폐교